# Electronic Gaming Monthly
Electronic Gaming Monthly (так же известный как EGM) — ежемесячный журнал о компьютерных играх в США, который начал выпускаться издателем EGM Media, LLC с 1988 года. В журнале предоставлены новости, рейтинги, описания игр, редакционный контент, интервью с геймерами и обзоры игровых консолей. Начиная с 2022 года журнал выходит в двух версиях: ежемесячное печатное издание и еженедельное цифровое издание.

## История
Журнал был основан в 1988 году Стивом Харрисом и Джеффом Питерсом, как Electronic Gaming Monthly (EGM) — ежемесячный журнал о видеоиграх Национальной команды США по видеоиграм под издательством Sendai Publications в Лайле (штат Иллинойс). После 83 выпусков, до июня 1996 года основатель журнала Стив Харрис продал права на журнал издателю Ziff Davis, который выпускал EGM по январь 2009 года в США.
В июле 1994 года EGM отделилась от EGM². EGM2 — журнал о видеоиграх, издававшийся Sendai Publishing с июля 1994 по июль 1998 года. После отделения EGM² сосредоточилась на расширенных читах, игровых секретах, маршрутах и трюках (например, с картами и руководствами). Начиная с августа 1998 года EGM² продолжил функционирование под названием Expert Gamer; в 2001 году Expert Gamer был заменён на GameNOW, который выпускался по 2004 года. Несмотря на другие названия, журналы продолжили систему нумерации EGM².
В декабре 2006 года был изменён логотип журнала, были добавлены новые рубрики и расширенные обзоры .
Выпуск EGM был прекращен 6 января 2009 года после приобретения онлайн-издания 1UP.com и связанные с ним веб-сайты компанией UGO Entertainment. Тогда было объявлено о том, что январский номер EGM станет последним. Однако EGM, единственное печатное издание, все ещё выпускаемое подразделением видеоигр Ziff Davis, не участвовало в этой сделке и было немедленно отменено.
29 мая 2009 года основатель журнала Стив Харрис объявил о заключении соглашения с Ziff Davis Media о повторном приобретении определённых активов, включая товарные знаки и издательские права, с планами повторного запуска EGM во второй половине 2009 года.
«Повторный запуск Electronic Gaming Monthly представляет собой долгожданную возможность продолжать предоставлять качественный контент любителям игр», — сказал Харрис. «Для меня большая честь снова быть связанной с этим уважаемым журналом. Талантливые писатели и дизайнеры, которые опирались на оригинальное видение EGM, оставили после себя издание, имеющее уникальные возможности для успеха».
Неизданный февральский номер 2009 года впоследствии стал первым номером, который был выпущен на цифровой платформе Screen Paper в марте 2010 года. Первый печатный номер журнала вышел в апреле 2010 года с оригинальным логотипом и изображениями персонажей Рю и Кена из игровой вселенной Street Fighter. Первый номер еженедельного издания EGM в цифровом формате вышел 27 апреля 2010 года, в котором главной темой номера стала серия игр Final Fantasy.
С апреля 2010 года компания EGM Media, LLC возобновила свою работу. С этого момента журнал выходит в двух изданиях: печатное издание (ежемесячно) и цифровое издание (еженедельно). Выпускается 12 номеров ежегодно (в редких случаях на Рождество выходит 13 номер).